# 殷兴山
殷兴山（1962年—），浙江长兴人，汉族，中华人民共和国政治人物、第十二届全国人民代表大会湖北地区代表。
毕业于陕西财经学院金融学专业。加入中国共产党。2013年，担任全国人大代表。2018年1月，当选第十三届全国政协委员。